# Cap de Carqueiranne
Le cap de Carqueiranne est un cap de France située dans le département du Var, au sud-est de l'agglomération de Toulon. Il s'avance dans la mer Méditerranée face à la presqu'île de Saint-Mandrier, délimitant la rade de Toulon à l'ouest et le golfe de Giens à l'est ; il constitue l'extrémité méridionale de la baie de la Garonne. Ses falaises forment l'extrémité occidentale de la Colle Noire.